# Kupauszczyna
Kupauszczyna (biał. Купаўшчына; ros. Куповщина) – wieś na Białorusi, w obwodzie brzeskim, w rejonie łuninieckim, w sielsowiecie Dworzec.